# 四國島鰍
四國島鰍（学名：Cobitis shikokuensis）為輻鰭魚綱鯉形目鰍科的一種温帶淡水魚，其种加词“shikokuensis”意为“日本四国岛的”。分布於亞洲日本四國島淡水流域，體長可達4.5公分，棲息在底層水域，生活習性不明。